# Ara Mkrtčyan
Ara Mkrtčyan (in armeno Արա Մկրտչյան?, traslitterazione anglosassone: Ara Mkrtchyan; Gyumri, 3 novembre 1984) è un ex calciatore armeno, di ruolo attaccante.

## Palmarès

### Club

#### Competizioni nazionali
- Campionato armeno: 1

Širak: 2012-2013